# Paduniella africana
Paduniella africana är en nattsländeart som först beskrevs av Georg Ulmer 1922.  Paduniella africana ingår i släktet Paduniella och familjen tunnelnattsländor. Inga underarter finns listade i Catalogue of Life.